# 近畿職業能力開発大学校
近畿職業能力開発大学校（きんきしょくぎょうのうりょくかいはつだいがっこう、愛称:近畿ポリテクカレッジ）は、職業能力開発促進法に基づき設立された大阪府岸和田市にある職業能力開発大学校である。

## 特徴
厚生労働省が設置し、独立行政法人高齢・障害・求職者雇用支援機構が運営する大学校であり、高度なものづくりを支える人材を育成することを目的としている。
機械分野、電気分野、電子情報分野、建築分野の訓練科を有し、それそれ専門課程（２年間）と応用過程（２年間）がある。
1クラス20～30名の少人数制で運営し、就職率は100％である。
授業料等は、専門課程入校時に入校料が169,200円、応用課程入校時に入校料が112,800円と年間授業料は390,000円である（2024年4月現在）
校内に学生寮（127室）を設置している。

## 附属校
附属校として、滋賀職業能力開発短期大学校（滋賀県近江八幡市）及び京都職業能力開発短期大学校（京都府舞鶴市）を設置している。

## 沿革
- 1990年（平成2年）- 大阪職業訓練短期大学校として開校
- 1993年（平成5年）- 大阪職業能力開発短期大学校と改称
- 1999年（平成11年）- 応用課程が新設され、近畿職業能力開発大学校となる

## 訓練科
- 専門課程（2年制）　　　　　　　　　　　　　
  - 生産機械技術科（定員25名）
  - 電気エネルギー制御科（定員25名）
  - 電子情報技術科（定員25名）
  - 住居環境科（定員20名）
  - メカトロニクス技術科（7月入校、定員10名）
- 応用課程（専門課程の上に設置、2年制）
  - 生産機械システム技術科（定員20名）
  - 生産電気システム技術科（定員20名）
  - 生産電子情報システム技術科（定員30名）
  - 建築施工システム技術科（定員25名）

## 在職者訓練
在職者訓練として、以下のものづくり分野の能力開発セミナー（高度職業訓練の専門短期課程）を実施している。
機械系、電気・制御系、電子・情報通信系、建築系、管理系

## 所在地
- 〒596-0103 大阪府岸和田市岸の丘町3-1-1

## アクセス
- 阪和自動車道岸和田和泉ICより約3km。
- 南海岸和田駅またはJR下松駅から南海ウイングバス福田線「道の駅愛彩ランド」行きに乗車し、「職業能力開発大学校前」で下車（所要時間約20分）
- 南海泉北線和泉中央駅から南海ウイングバス山直線「道の駅愛彩ランド」行きに乗車し、「職業能力開発大学校前」で下車（所要時間約20分）